# Tillandsia vernicosa
Tillandsia vernicosa es una especie de planta epífita dentro del género  Tillandsia, perteneciente a la  familia de las bromeliáceas. Es originaria de Bolivia, Argentina y Paraguay.

## Cultivar
- Tillandsia 'Evita'[3]

## Taxonomía
Tillandsia vernicosa fue descrita por John Gilbert Baker y publicado en Journal of Botany, British and Foreign 25: 241. 1887.
Etimología
Tillandsia: nombre genérico que fue nombrado por Carlos Linneo en 1738 en honor al médico y botánico finlandés Dr. Elias Tillandz (originalmente Tillander) (1640-1693).
vernicosa: epíteto
Sinonimia
- Tillandsia drepanophylla Baker
- Tillandsia polyphylla Baker[5][6]